# Abigail Morris

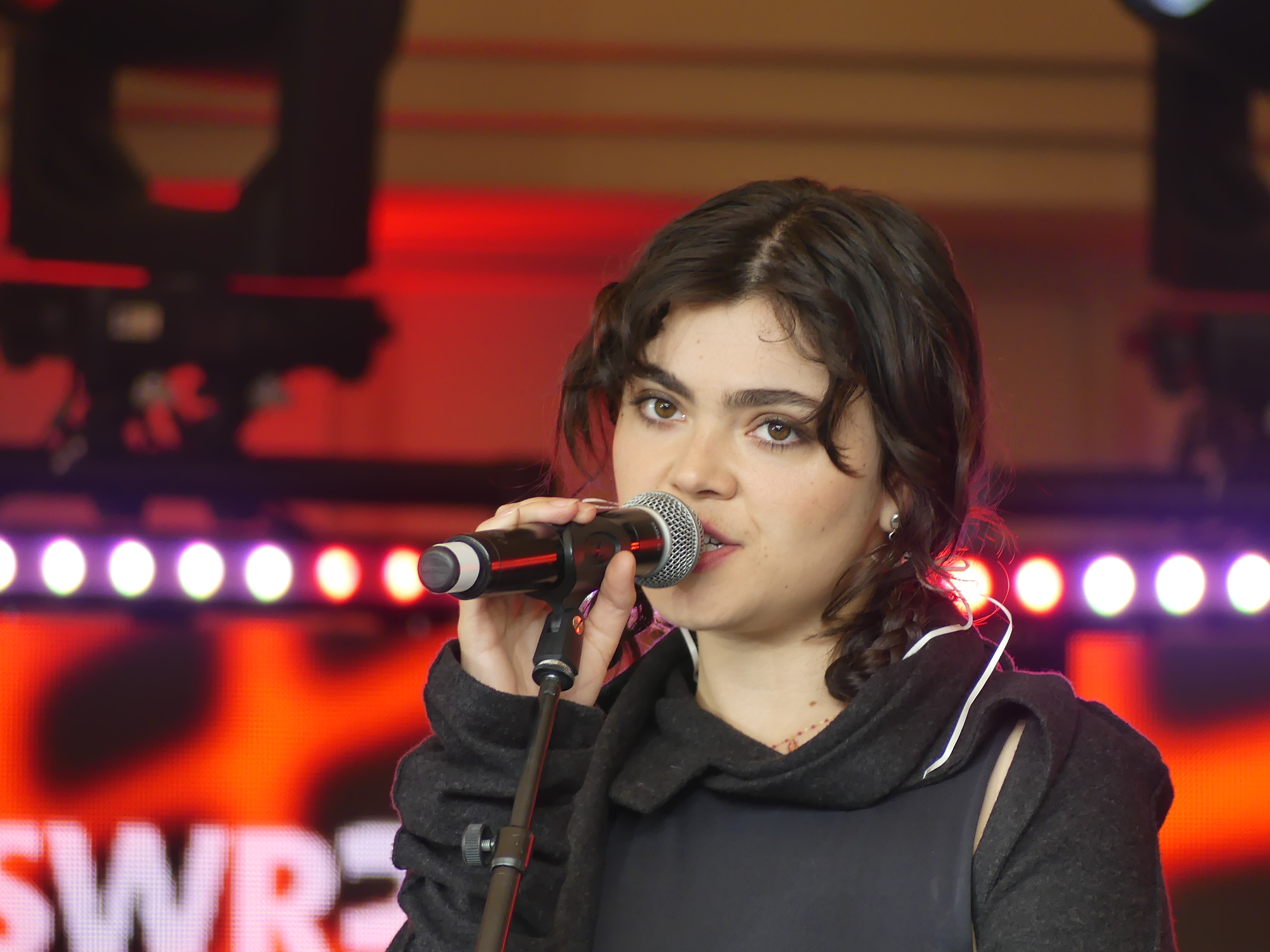
Abigail Morris (2024)

Abigail Mary Eliza Kemp Morris (* 19. Oktober 1999 in London) ist eine britische Musikerin und die Frontsängerin der Band The Last Dinner Party, einer Indie-Rock-Band, die sie 2020 mitgründete.

## Leben
Abigail Mary Eliza wuchs in London auf und besuchte das Internat Bedales School in Hampshire. Nach ihrem Abschluss begann sie 2019 Englisch und Filmwissenschaften am King’s College London zu studieren. Schon als junger Mensch wusste sie, dass sie später Musikerin werden möchte, und begann mit 13 Jahren erste Lieder zu schreiben.

## Karriere
Im Jahr 2018 begann sie erste Musik auf SoundCloud unter dem Namen „Amorina“ zu veröffentlichen. Eines dieser Lieder war bereits eine frühe Version des Liedes Mirror, welches später auf dem Debütalbum von The Last Dinner Party mit dem Titel Prelude to Ecstasy veröffentlicht wurde.
Als sie 2019 ihr Studium begann, traf sie Lizzie Mayland, Georgia Davies, Aurora Nishevci und Emily Roberts, mit denen sie beschloss, eine Band zu gründen. Nach und nach führte diese Begegnung zur Gründung der Indie-Band The Last Dinner Party. Nach mehreren Auftritten in Pubs traten sie in der George Tavern in London auf, mit Morris als Front-Sängerin. Morris benannte in Interviews Florence + the Machine, David Bowie und Queen als Inspiration für die Musik der Band.
Neben ihrer Rolle als Songwriterin und Sängerin bei The Last Dinner Party ist Abigail Morris unter anderem als Background-Sängerin zu hören, beispielsweise auf dem zweiten Album der britischen Art-Punk Band HMLTD.

## Musikalischer Stil und Einflüsse
Morris erzählte Vogue: “The visual world we create is so important to our music because the music will evolve constantly over time.” (Übersetzung: Die visuelle Welt, die wir erschaffen, ist für unsere Musik sehr wichtig, weil sie sich mit der Zeit entwickeln wird.) Im gleichen Interview erwähnte sie David Bowie, Grace Jones, Weyes Blood und Paramores Hayley Williams als Inspiration. In einer Kritik zum Debütalbum ihrer Band schrieb Pitchfork: “Prelude to Ecstasy spills over with baroque flourishes, ribboning woodwinds, and a theatrical sense of melodrama.” (Übersetzung: Prelude to Ecstasy sprüht nur so vor barocken Fanfaren, schnarrenden Bläsern und einem theatralischen Sinn für Melodramatik.) In einer anderen Konzertkritik in The Harvard Crimson wurde Morris’ Bühnenpräsenz gelobt und angemerkt, dass “Morris’s charismatic stage presence was engrossing as she danced around the stage before moving on to ‘Caesar on a TV Screen.” (Übersetzung: Morris’ charismatische Bühnenpräsenz fesselnd, während sie über die Bühne tanzte, bevor sie zu Caesar on a TV Screen überleitete.)